# 前園俊彦
前園 俊彦(まえぞの としひこ(英:Toshihiko Maezono)1935年(昭和10年)5月14日 - 2019年(令和元年)10月17日)は日本のオーディオエンジニア・実業家。

## 生涯
演劇志望だった同氏は劇団「青俳」に在籍後、1957年に山水電気株式会社(以下、山水電気)へ難関を突破し入社。同社にて宣伝部長、商品企画部長、新宿のオーディオセンター所長を歴任。また同氏は国産初のブラックフェイスアンプの開発や、組子を採用したスピーカーの開発にも携わり、山水電気 創業者である菊池幸作の右腕として活躍し、山水電気を世界的な名門ブランドへと導いた。
山水電気に30年勤務の後、1987年創設のオルトフォンジャパン株式会社の社長に就任。「SPU」をはじめとするカートリッジの開発や、世界初の超高純度7N銅を採用したカートリッジ、オーディオケーブル開発に携わり、数々の銘機を世に送り出した。
オルトフォンジャパン株式会社に20年勤務し、辞した後に一旦は一線を退いたものの、株式会社トライオードより熱い要望を受け、2007年に自身のオーディオケーブルブランド、株式会社前園サウンドラボ「Zonotone」を立ち上げる。「素材」・「構造」・「耳による音楽性」に拘った同社の製品は国内外で極めて高い評価を得る事となり、オーディオケーブルブランドの名門として確立した。
また2006年にはアナログレコード趣味を突き詰めながら「Zonotone」製品の開発研究も行う”音の前線基地”として「アナログ庵」を設立。
無類のオーディオ、アナログ好きとして知られ、自宅と「アナログ庵」には、JBL「4350」を中心とした往年の銘機を使用したマルチシステムが組まれている。また、およそ2万5000枚という膨大なLPコレクションを所蔵する。
その他、カメラや写真、ゴルフ、カレー作り等にも熱心に打ち込んだ。
2019年(令和元年)10月17日 84歳で逝去した。
同氏はモットーとして「趣味は命がけで、仕事は遊び心で」をいつも胸に置いていた。

## 参考
- “"耳"--「オルトフォン・ジャパン」社長前園俊彦氏”. 2019年10月30日閲覧。
- “前園俊彦氏 - Zonotone”. 2019年10月30日閲覧。